# Saski Baskonia 2002-2003
Questa voce raccoglie le informazioni riguardanti il Saski Baskonia nelle competizioni ufficiali della stagione 2002-2003.

## Stagione
La stagione 2002-2003 del Saski Baskonia è la 30ª nel massimo campionato spagnolo di pallacanestro, la Liga ACB.

## Roster
Aggiornato al 16 novembre 2021.
| TAU Cerámica 2002-03 | TAU Cerámica 2002-03 |
| Giocatori            | Staff tecnico        |
| -------------------- | -------------------- |

| N. | Naz.                                      | Ruolo | Nome              | Anno | Alt.   | Peso   |  |
| -- | ----------------------------------------- | ----- | ----------------- | ---- | ------ | ------ |  |
| 4  | Argentina (bandiera) · Spagna (bandiera)  | AG    | Luis Scola        | 1980 | 206 cm | 109 kg |  |
| 5  | Argentina (bandiera) · Italia (bandiera)  | AP    | Andrés Nocioni    | 1979 | 203 cm | 102 kg |  |
| 6  | Stati Uniti (bandiera)                    | P     | Elmer Bennett (C) | 1970 | 183 cm | 77 kg  |  |
| 7  | Francia (bandiera)                        | AP    | Laurent Foirest   | 1973 | 197 cm | 95 kg  |  |
| 8  | Spagna (bandiera)                         | P     | José Calderón     | 1981 | 190 cm | 86 kg  |  |
| 9  | Spagna (bandiera)                         | GA    | Sergi Vidal       | 1981 | 199 cm | 88 kg  |  |
| 10 | Argentina (bandiera) · Italia (bandiera)  | G     | Leandro Palladino | 1976 | 192 cm | 98 kg  |  |
| 11 | Stati Uniti (bandiera)                    | P     | Jerome Allen      | 1973 | 192 cm | 90 kg  |  |
| 11 | Spagna (bandiera)                         | P     | Iván Corrales     | 1974 | 182 cm | 78 kg  |  |
| 12 | Stati Uniti (bandiera)                    | C     | Rashard Griffith  | 1974 | 211 cm | 127 kg |  |
| 13 | Finlandia (bandiera)                      | AC    | Hanno Möttölä     | 1976 | 210 cm | 108 kg |  |
| 13 | Argentina (bandiera) · Polonia (bandiera) | C     | Rubén Wolkowyski  | 1973 | 207 cm | 120 kg |  |
| 13 | Spagna (bandiera)                         | G     | Javier Buesa      | 1978 | 196 cm |        |  |
| 13 | Stati Uniti (bandiera)                    | C     | Art Long          | 1972 | 206 cm | 113 kg |  |
| 13 | Spagna (bandiera)                         | C     | Asier Arzallus    | 1983 | 202 cm |        |  |
| 14 | Stati Uniti (bandiera)                    | AC    | Lewis Sims        | 1973 | 203 cm | 104 kg |  |
| 15 | Spagna (bandiera)                         | AP    | Eduardo Hernández | 1981 | 196 cm |        |  |
| 16 | Francia (bandiera)                        | AG    | Jim Bilba         | 1968 | 198 cm | 105 kg |  |
| 16 | Francia (bandiera)                        | C     | Bill Phillips     | 1979 | 208 cm | 110 kg |  |
| 17 | Francia (bandiera)                        | AG    | Thierry Gadou     | 1969 | 205 cm | 105 kg |  |

| Allenatore                                                           |
| - Duško Ivanović                                                     |
| Assistente/i                                                         |
| - Natxo Lezkano Legenda - (C) Capitano - (IN) Inattivo - Infortunato |

## Mercato

### Sessione estiva
| Acquisti | Acquisti         | Acquisti       | Acquisti      | Acquisti |
| R.a      | Nome             | da             | Modalità      |          |
| -------- | ---------------- | -------------- | ------------- | -------- |
| C        | Rashard Griffith | Virtus Bologna | definitivo    |          |
| P        | José Calderón    | Fuenlabrada    | fine prestito |          |
| AG       | Jim Bilba        | AEK Atene      | definitivo    |          |
| G        | Javier Buesa     | Ourense        | definitivo    |          |
| AC       | Hanno Möttölä    | Atlanta Hawks  | definitivo    |          |
| P        | Jerome Allen     | Virtus Roma    | definitivo    |          |

| Cessioni | Cessioni          | Cessioni       | Cessioni         | Cessioni |
| R.       | Nome              | a              | Modalità         |          |
| -------- | ----------------- | -------------- | ---------------- | -------- |
| C        | Gabriel Fernández | Valladolid     | fine contratto   |          |
| P        | Chrīstos Charisīs | Olympiakos     | fine contratto   |          |
| G        | Hugo Sconochini   | Olimpia Milano | fine contratto   |          |
| P        | Chris Corchiani   | Alicante       | fine contratto   |          |
| C        | Dejan Tomašević   | Valencia       | fine contratto   |          |
| C        | Fabricio Oberto   | Valencia       | fine contratto   |          |
| C        | Tiago Splitter    | Bilbao Berri   | rinnovo prestito |          |

### Dopo l'inizio della stagione
| Acquisti | Acquisti          | Acquisti          | Acquisti        | Acquisti   |
| R.       | Nome              | da                | Data            | Modalità'  |
| -------- | ----------------- | ----------------- | --------------- | ---------- |
| G        | Leandro Palladino | Basket Napoli     | ottobre 2002    | definitivo |
| C        | Bill Phillips     | Maroussi          | 5 dicembre 2002 | definitivo |
| AG       | Thierry Gadou     | ASVEL             | dicembre 2002   | definitivo |
| AC       | Lewis Sims        | Free agent        | gennaio 2003    | definitivo |
| G        | Javier Buesa      | Free agent        | gennaio 2003    | definitivo |
| C        | Art Long          | Toronto Raptors   | 2 febbraio 2003 | definitivo |
| C        | Rubén Wolkowyski  | Free agent        | febbraio 2003   | definitivo |
| P        | Iván Corrales     | Scandone Avellino | marzo 2003      | definitivo |

| Cessioni | Cessioni      | Cessioni            | Cessioni         | Cessioni       |
| R.       | Nome          | a                   | Data             | Modalità       |
| -------- | ------------- | ------------------- | ---------------- | -------------- |
| AG       | Jim Bilba     | Cholet              | ottobre 2002     | rescissione    |
| G        | Javier Buesa  | Free agent          | novembre 2002    | fine contratto |
| AC       | Hanno Möttölä | Free agent          | dicembre 2002    | rescissione    |
| C        | Bill Phillips | Granada             | 27 gennaio 2003  | fine contratto |
| G        | Javier Buesa  | Atapuerca Burgos    | febbraio 2003    | fine contratto |
| C        | Art Long      | Huntsville Flight   | 7 febbraio 2003  | rescissione    |
| P        | Jerome Allen  | Amici Pall. Udinese | 13 febbraio 2003 | rescissione    |